# 日本オリーブ
日本オリーブ株式会社は、岡山県瀬戸内市に本社を置くオリーブ栽培・加工・販売を行う会社。
牛窓オリーブ園を運営している。

## 歴史
岡山県南有数の商家服部家の当主 服部和一郎が1942年に瀬戸内市牛窓町にオリーブを植樹し、1949年に和一郎長男の服部恒雄を社長として設立された法人である。
創立と同時に化粧用オリーブ油「オリーブマノン バージンオイル」が発売された。
なお、牛窓オリーブ園は前述1942年を開園年としており、現在も瀬戸内市の観光地として開放されている。
昭和の高度成長期に業界初の生薬配合化粧品（1952年に紫根、当帰配合クリーム）を発売、
業界初の無香料シリーズ（1955年）発売するなど自然派化粧品の老舗メーカーとして知られるようになる。
1992年には世界有数のオリーブ生産国であるスペイン カタルニア州トルトサ市に自社農園を開設。海外で自社農園を運営する日本企業は唯一である。（2021年6月時点まで）

## 沿革
- 1940年（昭和15年）服部和一郎が知人とともに香川県立農事試験場オリーブ試験地を視察。
- 1942年（昭和17年）牛窓町の山林を開墾し、オリーブ園を開園[2][4]。
- 1949年（昭和24年）服部恒雄を社長[2][3]とし、日本オリーブ株式会社を創立。化粧用油「オリーブマノン バージンオイル」を発売[2][4]。
- 1967年（昭和42年）昭和天皇・皇后が来園。
- 1973年（昭和48年）業界初オリーブ果汁（牛窓産）配合化粧水を発売[4]。
- 1992年（平成4年）スペインに自社オリーブ園を開設[4]。
- 2000年（平成12年）国際化粧品原料としてオリーブ果汁を登録[4]。
- 2002年（平成14年）オリーブ葉エキス（牛窓産）配合薬用美白シリーズを発売。
- 2021年（令和3年）岡山大学との産学官連携研究の成果として新規抗酸化成分と当該成分を配合した化粧水を発表[5][6]。

## 生産拠点
本社工場
岡山県瀬戸内市牛窓町牛窓3911-10

## 製造商品
- 苗木
- 食品
  - エキストラバージンオリーブオイルうしまど - 牛窓自社農園産オリーブオイル。2002年には中国四国9県商工会広域連携物産展にて「全国商工会連合会会長賞 銀賞」を受賞[4]。2019年から2021年まで世界規模の品評会「ニューヨークIOOCワールドオリーブオイルコンペティション」にて3年連続金賞を受賞[7]。
  - エキストラバージンオリーブオイルうしまど スペリオル - 牛窓自社農園産オリーブオイル。2019年にはOLIVE JAPANにて日本産最優秀賞を受賞[8][4]。
  - 一期一会エキストラバージンオリーブオイル - スペインでの自社農園運営で築いた生産者ネットワークを通じて得られた高品質なオイル[4]の、品種やその年の気候に合わせた風味の変化を楽しむためのプレミアムオイルブランド。
- 化粧品
  - オリーブマノン 化粧用オリーブオイル - 1949年に会社創業と同時に発売された第一号商品「オリーブマノン バージンオイル」を前身としている。
  - オリーブマノン グリーンローション（果汁水） - 1994年に発売された牛窓自社農園産オリーブ果汁配合化粧水。ご当地スキンケア用品として知られている。2001年6月～2019年5月の累計で320万本が販売されている。2016年にはJRふるさとあっ晴れ「ええもん」認定（吉備の国 くまなく探し隊）を受けた[9]。

## その他
- 1972年に山形の医師篠田秀雄氏より哲学者プラトン由来のオリーブ樹を譲り受けた。現在は挿し木より増やしたプラトンゆかりの木が牛窓町の本社前庭に茂っている。
- 1972年にウルトラマンエース夏の怪奇シリーズ「怪談・牛神男」のスポンサーとなった。隊員の実家はオリーブマノン化粧品の販売店という設定である[10]。
- 1984年からJAPAN牛窓国際芸術祭が9年間行われた。[3]
- 1994年から牛窓オリーブ収穫祭を主催している。